# American Action Network
American Action Network (AAN) är en konservativ påverkansgrupp baserad i Washington, D.C., grundat 2010 och knuten till det republikanska partiet. 

## Historik
Organisationen grundades den 23 juli 2009 av Fred Malek, grundaren av Thayer Capital och tidigare vice ordförande för Republican National Committee. Enligt organisationens egen beskrivning så grundades den för att främja och stödja mitten-högerfrågor, delvis som en motvikt till den mer liberalt lutande organisationen Center for American Progress.<

## Rapporter
- 2019 publicerade gruppen artikeln The Green New Deal: Scope, Scale, and Implications med ekonomiska beräkningar kring Green New Deal. Enligt kritiker så tog rapporten dock inte upp kostnader och skador till följd av passivitet gentemot den globala uppvärmningen. Det vill säga att rapporten på så sätt inte var balanserad.[3] [4]